# Zurab Konstantinovič Cereteli

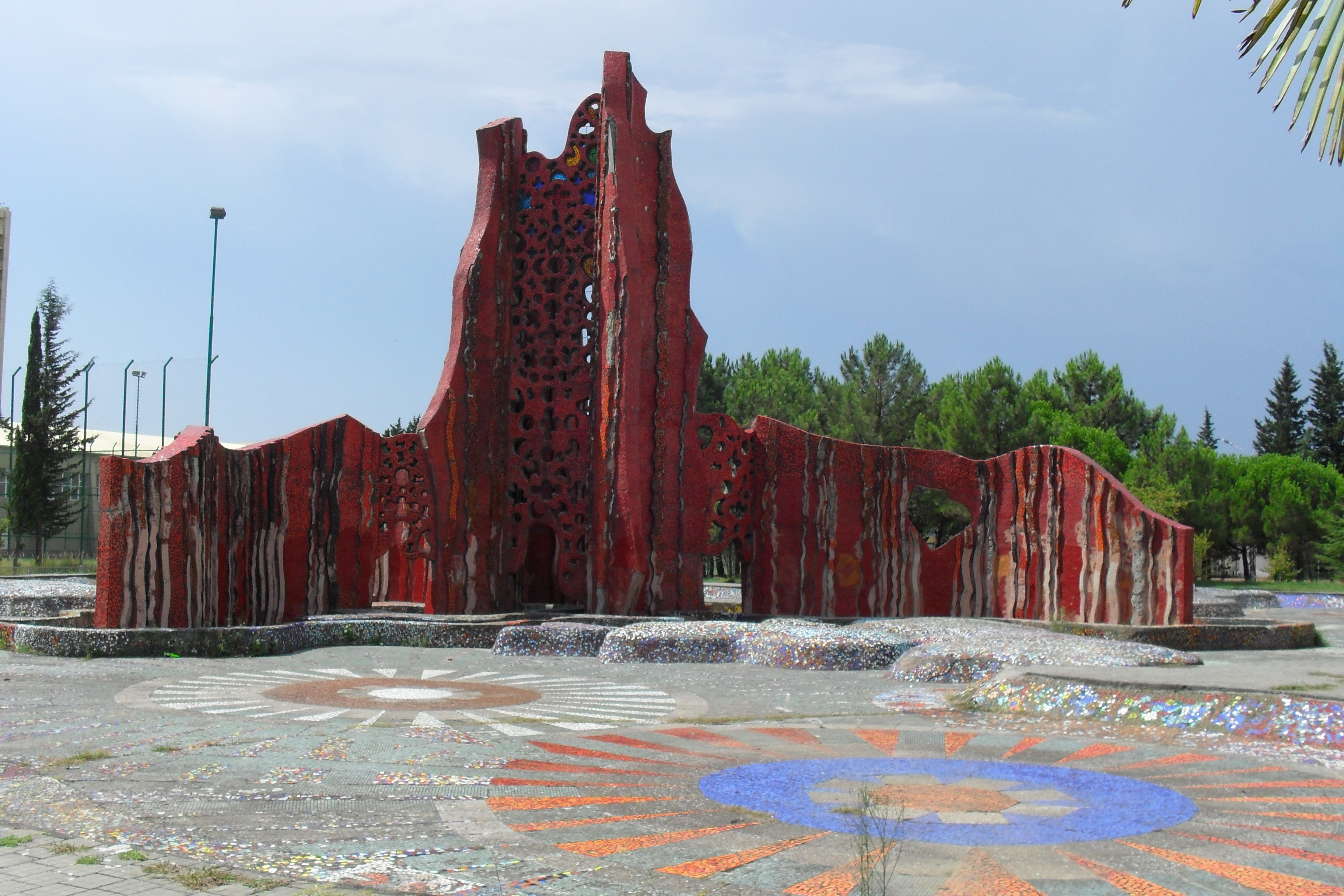
Parco giochi per bambini ad Adler, 1973

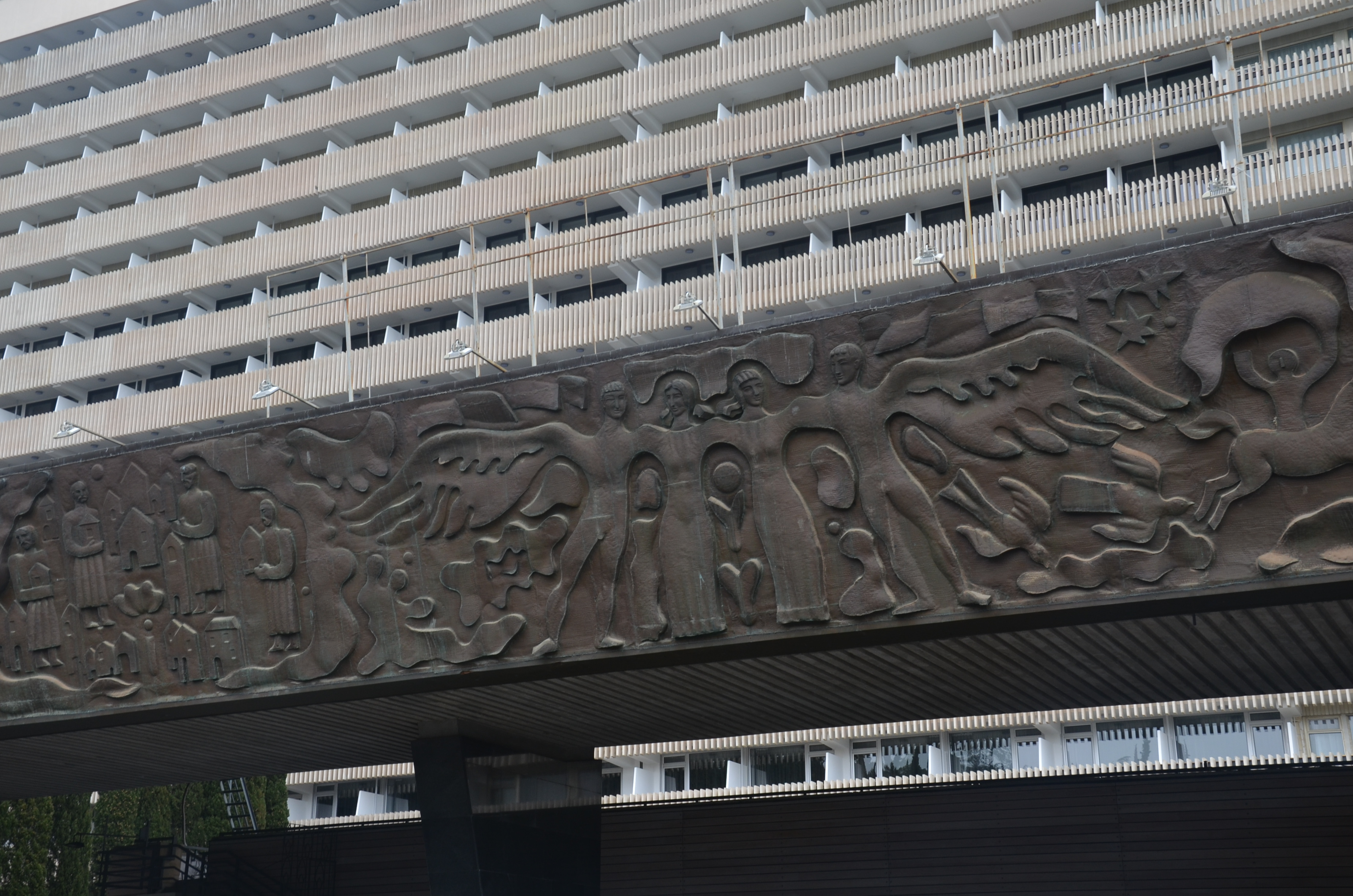
La scultura Leggende della Crimea campeggia sopra l'ingresso dell'hotel Inturist di Jalta, 1977

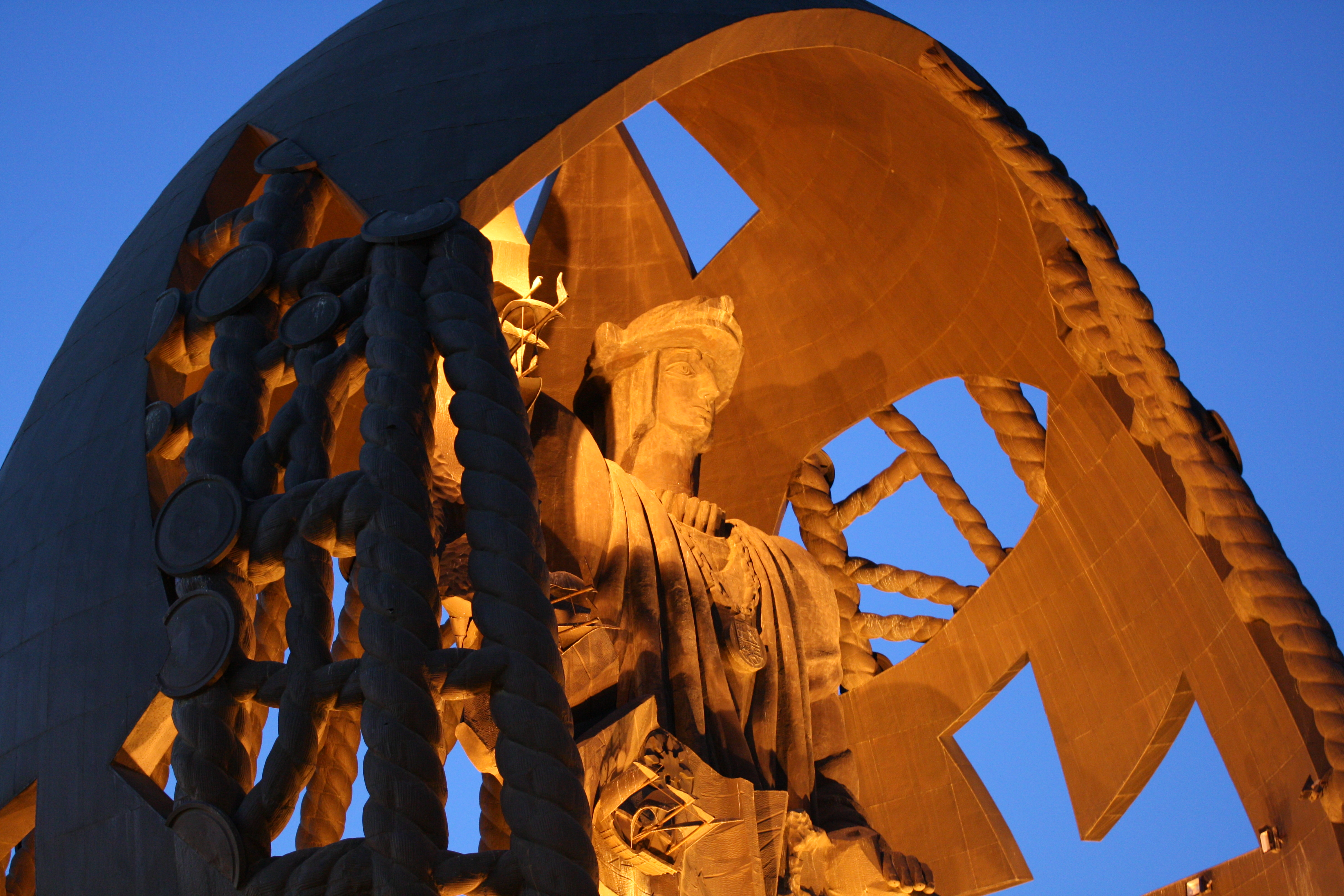
La Nascita dell'Uomo nuovo a Siviglia

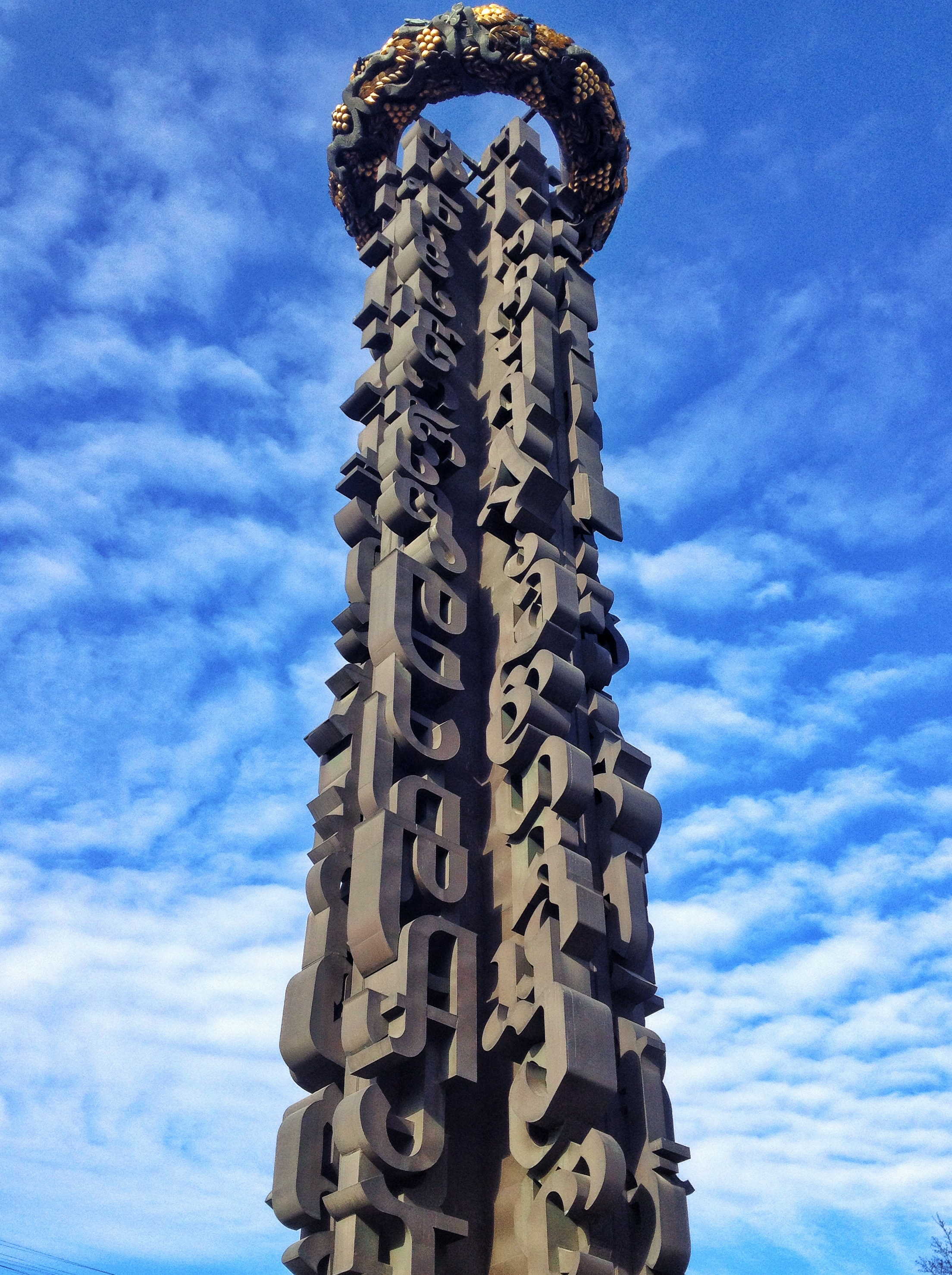
Monumento Eterna amicizia, collocato a Mosca in piazza Tišinskaja.

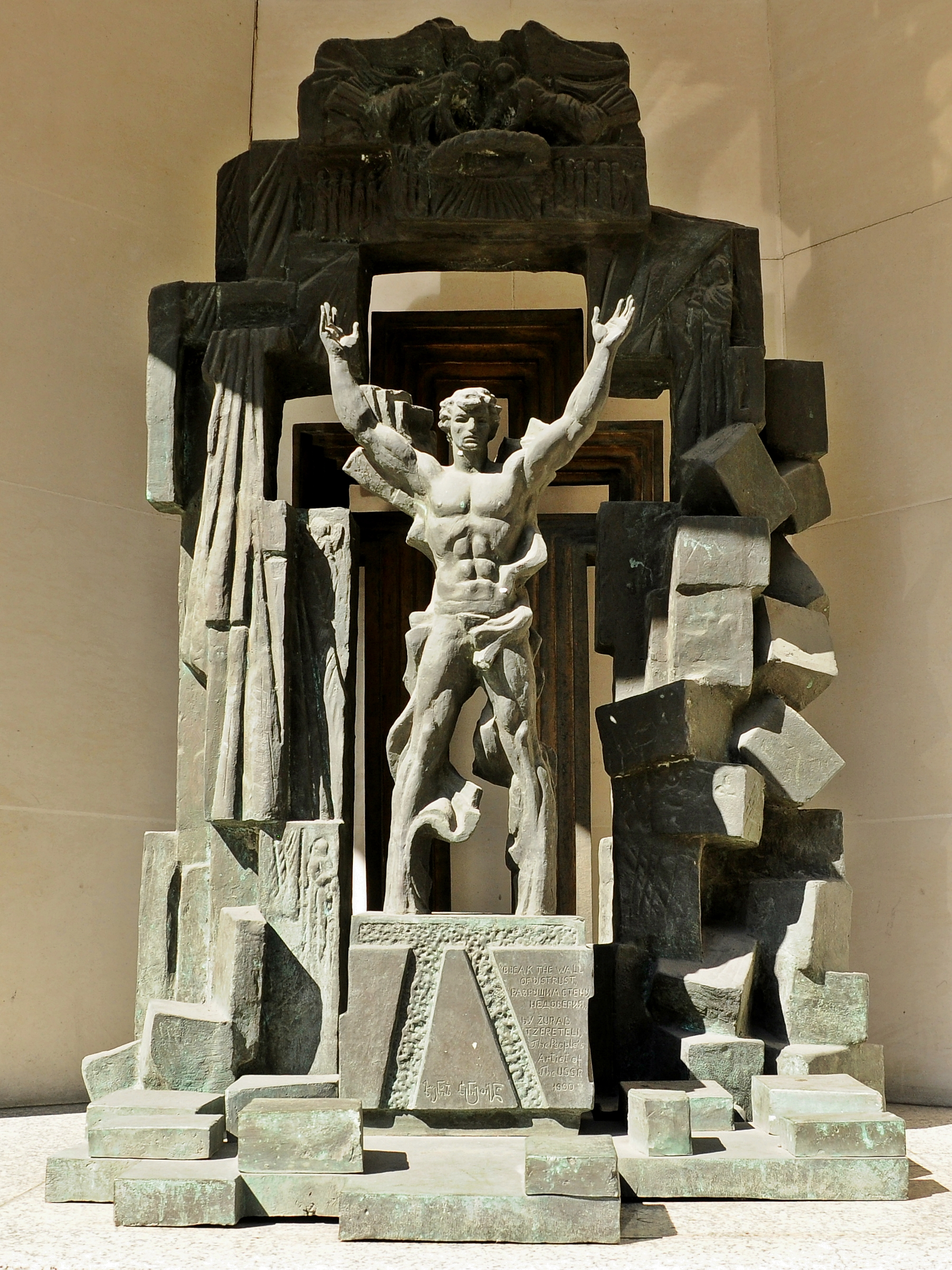
Rompere il muro della sfiducia, Londra, 1990

Zurab Konstantinovič Cereteli (in russo Зураб Константинович Церетели?; in georgiano ზურაბ წერეთელი? Zurab Ts'ereteli) (Tbilisi, 4 gennaio 1934 – Peredelkino, 22 aprile 2025) è stato uno scultore, pittore e architetto georgiano naturalizzato russo.

## Biografia
Zurab Cereteli nacque a Tbilisi il 4 gennaio 1934. Ha studiato all'Accademia statale di belle arti di Tbilisi, in cui si è laureato nel 1958. Nello stesso anno sposò Inessa Andronikašvili, appartenente alla famiglia aristocratica georgiana (investita del titolo di Knjaz dal 1826) degli Andronikašvili.
Fra il 1960 e il 1963, Cereteli lavorò come artista collettivo dell'Accademia nazionale delle scienze della Georgia, partecipando a progetti di ricerca, da cui le sue opere saranno influenzate. A Cereteli fu offerta la  posizione di maestro esperto al collettivo della Fondazione sovietica delle Arti di Tbilisi, dove iniziò a sperimentare con il bronzo, la pietra, il vetro, il legno e i mosaico, mentre fondava commissioni di gruppo per gli edifici pubblici.
Nel 1964, compì il suo primo viaggio all'estero in Francia. Trascorse tre mesi a Parigi e incontrò Pablo Picasso nel suo studio. Questa esperienza contribuì a formare la sua produzione successiva. In seguito fece la conoscenza di Marc Chagall e di altri artisti.
Al suo ritorno in patria, Cereteli divenne il designer principale delle località turistiche dell'Abcasia, una sorta di riviera sovietica sul Mar Nero, fra cui Pitsunda (1967) e Adler (1972). In queste opere, combinò la scultura monumentale, l'architettura scenografica e i mosaici tridimensionali. Sono notevoli le sue fermate di autobus, dalle forme stravaganti, fra gli esempi più interessanti dell'Unione Sovietica per questo tipo di architettura minore.  Per il progetto di Pitsunda, Cereteli ottenne il titolo artista meritevole della Repubblica Socialista Sovietica Georgiana.
Negli anni 1970, Cereteli continuò a occuparsi di edilizia pubblica a Tbilisi, Ul'janovsk, Jalta e in altre città. Nello stesso periodo, Cereteli progettò diverse ambasciate e consolati sovietici, fra cui quelle in Brasile, Portogallo e Giappone.
Nell'anno 1978-79, Cereteli fu invitato a insegnare pittura come visiting professor al College at Brockport, parte della State University of New York. Durante il suo soggiorno, realizzò due sculture che donò al college da parte del popolo dell'Unione Sovietica: il Prometeo (Luce e Conoscenza per il mondo), installato di fronte all'Allen Administration Building, e Gioia e felicità per tutti i bambini del mondo, collocato presso la Drake Memorial Library.
Nel 1980 Cereteli fu nominato designer principale dei XXII Giochi olimpici di Mosca. Nello stesso anno fu autore di Inno all'uomo, collocato sulla sommità del Sala concerti e cinema dell'Hotel Izmailovo, costruito per le Olimpiadi e fu insignito dell'Ordine dell'Amicizia tra i popoli. Nel 1981 divenne professore alla sua alma mater, l'Accademia di Tbilisi.
Nel 1983 creò Eterna amicizia monumento collocato a Mosca in piazza Tišinskaja, ispirato al legame tra Georgia e Russia. La parte architettonica del monumento è opera di Andrej Voznesenskij. Nello stesso periodo, Cereteli incominciò a lavorare a due grandi progetti a Tbilisi: il monumento a San Nina (1988-1994), e la serie Cronaca della Georgia. Nel 1988, Cereteli divenne membro dell'Accademia sovietica di belle arti e la sua scultura Rompere il muro della sfiducia è stata collocata a Londra, in Canon Street. Nel 1990 all'Ufficio delle Nazioni Unite a New York fu scoperta la scultura Il Bene vince il Male, l'interpretazione di Cereteli del tema iconografico di San Giorgio che sconfigge il drago, un'allegoria per la pace mondiale del nostro tempo.
Negli anni 1990, Cereteli continuò a lavorare per la città di Mosca, legato anche da personale amicizia con il sindaco, Jurij Lužkov. Fra i progetti più significativi ci sono la ricostruzione della Cattedrale di Cristo Salvatore, della Piazza del Maneggio, del memoriale della guerra a Poklonnaja Gora, dello Zoo di Mosca, e la colossale statua di Pietro il Grande alta 98 metri, costruita tra il 1996 e il 1997.
La Nascita dell'Uomo nuovo fu inaugurata a Siviglia nel 1995, per celebrare la scoperta dell'America di Cristoforo Colombo. L'anno dopo a Marbella fu collocata la Vittoria.
Nel 1997 Cereteli fu eletto presidente dell'Accademia russa di belle arti. Fondò il Museo d'arte moderna di Mosca nel 1995, che ha aperto nel 1999: si tratta del primo museo statale in Russia interamente dedicato all'arte moderna e contemporanea. Nel 1998 Cereteli tenne la sua prima mostra individuale al Nuovo Maneggio, dedicandola alla memoria della moglie Inessa. La mostra fu il punto di partenza di altre sue mostre, che si sono susseguite in Russia, Georgia, Lettonia, Bielorussia, Kazakistan, Bulgaria, Italia, Francia, Stati Uniti, Australia, Cina e Giappone.
Nel 2001, la pinacoteca Zurab Cereteli aprì i battenti a Mosca, come parte del complesso dei musei e delle mostre dell'Accademia russa di belle arti. Nel 2006 Cereteli realizzò il monumento alla Lotta contro il terrorismo mondiale a Bayonne nel New Jersey. Fu donata agli Stati Uniti come dono ufficiale della Russia in seguito agli Attentati dell'11 settembre 2001 per esprimere sostegno e solidarietà al popolo statunitense.
Nel 2007 Cereteli diventò ambasciatore di buona volontà dell'UNESCO. Nel 2009-10 fu eletto membro dell'Accademia europea delle scienze e delle arti, gli fu conferito il titolo di Cavaliere dell'Ordine della Legion d'onore e l'Ordine al merito per la Patria di I classe. Nel 2011 ricevette a Roma il premio internazionale Giuseppe Sciacca. Nel 2014 Cereteli fu premiato con la Medaglia UNESCO dei Cinque Continenti per il suo contributo alla cultura mondiale e nel 2015 fu eletto membro dell'Accademia cinese di belle arti.
Nel 2005 la sua opera Olocausto fu donata dalla Russia a Israele e collocata a Gerusalemme. Altre sue opere notevoli sono la statua di Nikolaj Gogol' a Villa Borghese (2002), di Honoré de Balzac ad Agde (2003), di Marina Cvetaeva a Saint-Gilles-Croix-de-Vie (2012), ai Padri fondatori dell'Unione europea (2012) in Lorena e il monumento a papa Giovanni Paolo II (2014) accanto alla Basilica di Notre-Dame.
Nel 2023 partecipò alla mostra finale del 1º Festival “Vedere e udire”.

### Onorificenze russe

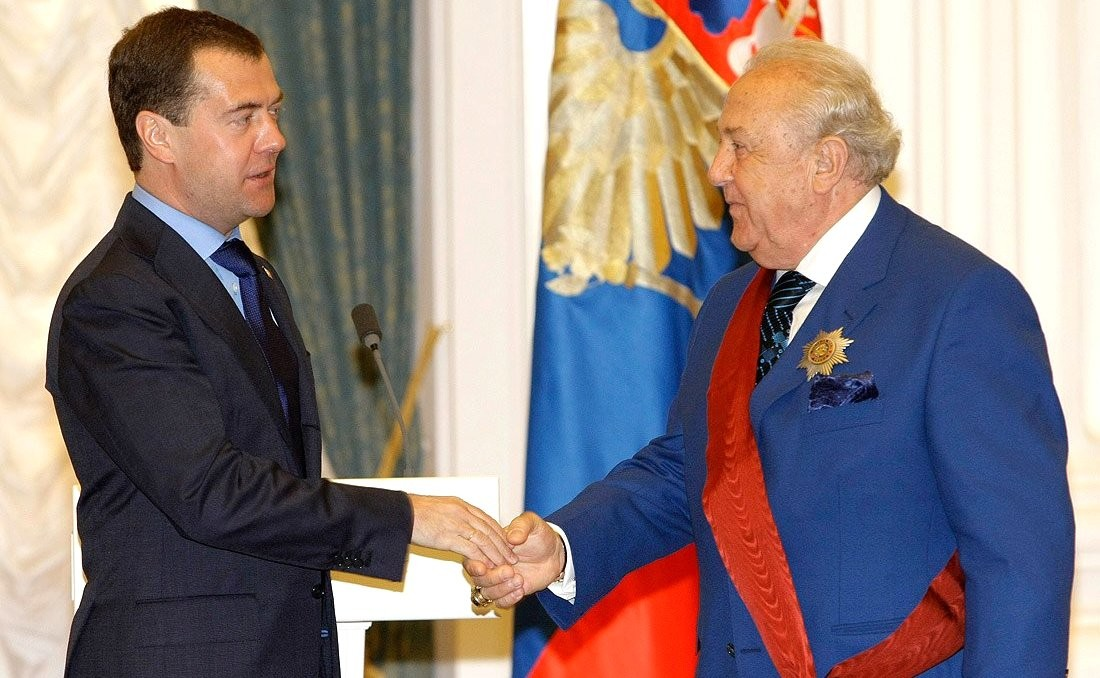
Dmitrij Medvedev 26 Luglio 2010